# Zwartstaarttiran
De zwartstaarttiran (Myiobius atricaudus) is een zangvogel uit de familie Onychorhynchidae.

## Verspreiding en leefgebied
Deze soort komt voor van Costa Rica tot Ecuador en in het oosten van Brazilië. Er zijn zeven ondersoorten:
- M. a. atricaudus: van zuidwestelijk Costa Rica tot westelijk Colombia.
- M. a. portovelae: westelijk Ecuador en noordwestelijk Peru.
- M. a. modestus: oostelijk Venezuela.
- M. a. adjacens: zuidelijk Colombia, oostelijk Ecuador, oostelijk Peru en westelijk Brazilië.
- M. a. connectens: noordoostelijk Brazilië ten zuiden van de Amazonerivier.
- M. a. snethlagei: de kust van noordoostelijk en oostelijk Brazilië.
- M. a. ridgwayi: zuidoostelijk Brazilië.

## Status
De grootte van de populatie is in 2019 geschat op 0,5-5 miljoen volwassen vogels. Op de Rode lijst van de IUCN heeft deze soort de status niet bedreigd.